# Emerald Sword Saga
Die Emerald Sword Saga ist eine Fantasygeschichte, um die sich die ersten fünf Alben der italienischen Symphonic-Metal-Band Rhapsody (heute Rhapsody of Fire) ranken und die von ihrem Gründer Luca Turilli verfasst worden ist. Die Hintergrundgeschichte wurde stets in den Booklets der Alben abgedruckt. Thema ist der Kampf zwischen den Mächten des Himmels und der Hölle. Der Protagonist ist der Eiskrieger. Die Geschichte wird von einem Zauberer mit dem Namen Aresius erzählt.
Erzählt wird die Geschichte auf den Alben Legendary Tales (1997), Symphony of Enchanted Lands (1998), Dawn of Victory (2000) und Power of the Dragonflame (2002) sowie auf der EP Rain of a Thousand Flames (2001). Verfasser Luca Turilli betrachtet seine Geschichte nicht als Fantasy, sondern als eine Art parallele Realität. In die Geschichte arbeitet er seine Gefühle mit ein. Er spürt, was passieren soll und durchlebt die Handlung dann im Geiste.
Auf den folgenden Alben der Band bis 2013 fand die Saga ihre Fortsetzung in der Dark Secret Saga.

## Verlauf der Geschichte auf den Alben

### Legendary Tales
Hier wird der Leser in die Geschichte eingeführt. Kreaturen aus der Hölle bedrohen die Mittleren Länder. Ein Sieg ist aussichtslos und so wird alle Hoffnung in eine alte Prophezeiung gelegt. Ein Eiskrieger müsse das magische Emerald Sword (Smaragdschwert) finden, welches hinter den Elfenbeintoren versteckt ist und das demjenigen, der es besitzt, in jeder Schlacht zum Sieg verhilft.
Man entscheidet sich für einen mächtigen Krieger nördlichen Blutes und sogleich macht dieser sich auf den beschwerlichen Weg. Er soll außerdem zunächst einige Truppen von Irengard nach Ancelot führen, zur Verstärkung. Während einer Rast auf dem Weg dorthin macht der Held einen Abstecher in den Wald der Einhörner, wo schon einmal eine Schlacht zu Gunsten seiner Vorväter ausgefallen ist. Danach marschiert die Armee weiter nach Ancelot, kommt aber knapp zu spät; die Einwohner der Zitadelle sind bereits getötet worden. Dann reitet der Held seinem eigentlichen Ziel entgegen: Die Suche nach der heiligen Waffe, dem Smaragdschwert. Auf dem Weg dorthin muss er jedoch zunächst die drei Schlüssel der Weisheit finden, um die Tore öffnen zu können, die das Schwert verbergen. Daher reist er zur Stadt Elgard, wo der weise Zauberer Aresius ihn bereits erwartet und ihm alles Wichtige erklärt, damit der Held sich endlich auf die Reise machen kann.

### Symphony of Enchanted Lands
Dieses Kapitel befasst sich gänzlich mit der Suche nach den drei Schlüsseln der Weisheit. Den ersten Schlüssel erhält der Krieger, als er im Spiegel der Schatten seinen tiefsten Ängsten ins Auge blickt, ohne dabei den Verstand zu verlieren. Danach muss er gegen Tharos, einen roten Drachen kämpfen, der den zweiten Schlüssel bewacht. Fast wäre er ihm erlegen, doch dann kann er ihm den Todesstoß verpassen, zögert aber. Er schenkt dem Drachen das Leben und erlöst ihn so von einem Zauberspruch. Der Drache ist von seinem Bann als Schlüsselmeister befreit und gibt ihm zum Dank den zweiten Schlüssel der Weisheit und weist ihm den Weg zum dritten Schlüssel.
Mit seinen Männern erreicht der Held schließlich einen erleuchteten Altar, sie sind jedoch ratlos, denn es wird ein legendäres Artefakt benötigt, der Ikaren, um den weiteren Weg beschreiten zu können. Durch Zufall bemerkt der Krieger, dass man die ersten beiden Schlüssel miteinander kombinieren kann und heraus kommt – der Ikaren. Er wird in einen dafür vorgesehenen Spalt am Altar gelegt und ein Lichtspiel offenbart einen geheimen Durchgang in der Nähe. So erreichen der Krieger und seine Männer schließlich die Elfenbeintore. Dort reisen sie durch einen Wald, durch Wasserfälle und eine Wüste und werden plötzlich von Geistern und lebenden Toten angegriffen. Nur knapp besiegen sie sie, bevor der Held mit Hilfe von Tharos weiter fliegt.
Sie fliegen bis zur dunklen Festung des Abgrunds, wo sie von geflügelten Dämonen angegriffen werden. Der Held lässt sich auf den Turm fallen und kämpft dort gegen einen Ahnenwächter, während der Drache die Dämonen bekämpft. Als der Held beinahe getötet wird, rettet ihn Tharos mit einer fatalen Rammattacke auf den Wächter und der Eiskrieger sticht diesem das nun ungeschützte Emerald Sword in den Körper. Daraufhin stürzt die Festung ein und die beiden Helden fliegen davon. Unterwegs erzählt Tharos, dass er sich zu stark verletzt habe und sehr bald sterben werde, doch dass es ihn freue, dem Eiskrieger geholfen haben zu können. Der Held wird abgesetzt und reitet zurück in seine Heimat. Sein Zorn auf den dunklen Herrn Akron ist groß.

### Dawn of Victory
Mit einer neuen Armee reitet der Held gen Ancelot, das kurz vor der Niederlage steht. Sie kommen den Verteidigern zur Hilfe und können die Schlacht dank des Schwertes für sich entscheiden. Doch hinterher ist die Trauer groß, denn wie der Eiskrieger erfährt, wurden Airin, die Prinzessin von Ancelot und einige hoch angesehene Ritter von Dargors Armee gefangen genommen und nach Hargor, dem Reich Akrons gebracht. Da man nichts für sie tun kann, muss man auf die Forderungen des dunklen Herrn warten, der bald darauf das heilige Schwert im Austausch gegen die Geiseln fordert, die andernfalls zu Tode gefoltert werden würden.
Es ist eine schwere Entscheidung, doch Harold und Arwald ziehen schließlich nach Hargor, wo sie jedoch eine böse Überraschung erwartet: Sämtliche Ritter sind gepfählt worden. Verzweifelt kämpfen sie gegen die sie angreifenden Dämonen, werden aber gefangen und gefoltert. Sie erwachen gefesselt in einer Höhle vor einem Altar, auf dem Prinzessin Airin liegt, die von Akron und all seinen Dämonenrittern vergewaltigt wird. Die Grausamkeit ist so groß, dass selbst Dargor Zweifel an der Sache aufkommen. Dann wird die Prinzessin getötet, indem sie in ein Becken Sgral, eine alles zersetzende Säure, geworfen wird. Als Nächstes wird Arwald gefoltert und in das Sgral geworfen, wirft jedoch mit letzter Kraft etwas von dem Sgral auf die Ketten des Eiskriegers, die daraufhin aufspringen. Mit einem rettenden Sprung in einen unterirdischen Fluss entkommt der Krieger und flieht bis in den Wald der Einhörner, wo er sicher ist und sich erholen kann. Das alles entscheidende Schwert befindet sich nun in der Macht Akrons.

### Rain of a Thousand Flames
Die Königin der dunklen Horizonte wird wiederbelebt, sie ist eine dunkle Hexe. Die Städte Elnor und Thorald von den Menschen werden zerstört, König Eric fällt in einem Kampf gegen die Dämonen.

### Power of the Dragonflame
Der verwundete Held wird von Aresius wieder geheilt, während es dem dunklen Zauberer Vankar, dem Erzfeind Aresius’, gelingt, mithilfe des Schwertes und dunkler Magie die Portale zu öffnen, die sonst die Verwunschenen Landen vom Reich Akrons trennen. Unter der Führung der bösen Königin dringen die Heerscharen Untoten und Dämonen in die Welt der Menschen ein und legen alles auf ihrem Weg in Schutt und Asche.
Der Rat von Algalord trommelt eine Armee aus den tapfersten Kriegern zusammen, die dem Kommando des Eiskriegers unterstellt wird. Verzweifelt kämpfen sie gegen die Bestien, bis sich dem Helden die Chance bietet, Dargor niederzustrecken, als dieser eingeklemmt wird. Auch hier zögert er wieder und lässt Dargor leben, da er nur das Ergebnis einer schlechten Erziehung durch Vankar ist. Dargor aber, der mit der Lüge, sein Gegenüber habe seine Familie getötet, aufgewachsen ist, versteht diese Handlung nicht und schlägt den Krieger nieder. Dieser erwacht später nebst seinen Soldaten und die Niederlage scheint unausweichlich. Sie beten zu den Göttern des Stahls.
Zwei Tage später fällt auch Algalord, die heilige und letzte Stadt, und ihre Einwohner werden hingerichtet. Akron bringt den Eiskrieger zu den Sümpfen von Acheros, wo er ihn foltert und verstümmelt. Jetzt erwacht Dargor wie aus einer Trance, revanchiert sich für die Schonung seines Lebens, tötet daraufhin erst die Königin der dunklen Horizonte und stürmt dann auf Akron los. Es gelingt ihm, ihn zu Boden zu werfen, wo auch der Held liegt, der Akron das Emerald Sword entwendet, ihm damit ins rechte Auge sticht und ihn danach im Würgegriff packt. Dargor muss die Sache beenden, indem er die Plattform öffnet, auf der sie kämpfen, damit die beiden Kontrahenten in den darunter gelegenen Sumpf fallen. Dankbar opfert sich der Eiskrieger, um Akron zu töten. Indes beschwört Dargor Wasserspeier, die alle Dämonen im Land zerschmettern. Auch Vankar findet dabei seinen Tod. Nach getaner Arbeit fliegen die Wasserspeier zu den Portalen, um sie in Form von Felsen zu verschließen. Die Menschen feiern ihren triumphalen Sieg. Es wird den Göttern gedankt, der Helden gedacht und die Städte werden wieder errichtet.